# Paolo Costa (poète)
Pour les articles homonymes, voir Paolo Costa.
Paolo Costa (Ravenne, 13 juin 1771-Bologne, 20 décembre 1836) est un philosophe et poète italien.

## Biographie
Professeur à Trévise, Bologne puis Corfou, il fut un adversaire de l’école romantique et, admirateur de Dante et de Virgile, un partisan du culte des anciens. Il lutta contre le mesmérisme et les théories de Lamennais.

## Œuvres
Ses Œuvres complètes ont été publiées à Bologne (1825) et Florence (1830). S'y distinguent :
- Osservazioni critiche, opuscule contre Monti ;
- Dell'Elocuzione, traité ;
- Demetrio di Mondone, nouvelle inspirée de Gil Blas ;
- Discorso sulle Sintesi e sull'Analisi.

On lui doit aussi des traductions de vers d'Anacréon ainsi que, entre autres :  
- Batrachomyomachie, d'Homère ;
- Don Carlos de Schiller.